# Hada proxima
Hada proxima là một loài bướm đêm trong họ Noctuidae.